# Grand Prix Německa 2009
Grand Prix Německa 2009 (LXIX Großer Preis Santander von Deutschland), 9. závod 60. ročníku mistrovství světa jezdců Formule 1 a 51. ročníku poháru konstruktérů, historicky již 812. grand prix, se již tradičně odehrála na okruhu v Nürburgringu.

## Závod
- 12. červenec 2009
- Okruh Nürburgring
- 60 kol x 5,148 km – 17 m = 308.863 km
- 812. Grand Prix
- 1. vítězství Marka Webbera
- 3. vítězství pro  « Red Bull
- 27. vítězství pro  « Austrálii
- 10. vítězství pro vůz se startovním číslem « 14
- 323. vítězství z  « Pole positions
- 3. double (dvouvítězství) pro  « Red Bull

| Legenda k tabulce | Legenda k tabulce                                                                       |
| Barva             | Výsledek                                                                                |
| ----------------- | --------------------------------------------------------------------------------------- |
| Zlatá             | Vítěz                                                                                   |
| Stříbrná          | 2. místo                                                                                |
| Bronzová          | 3. místo                                                                                |
| Zelená            | Bodované umístění                                                                       |
| Modrá             | Nebodované umístění                                                                     |
| Modrá             | Dokončil neklasifikován (NC)                                                            |
| Fialová           | Odstoupil (Ret)                                                                         |
| Červená           | Nekvalifikoval se (DNQ)                                                                 |
| Červená           | Nepředkvalifikoval se (DNPQ)                                                            |
| Černá             | Diskvalifikován (DSQ)                                                                   |
| Bílá              | Nestartoval (DNS)                                                                       |
| Bílá              | Závod zrušen (C)                                                                        |
| Světle modrá      | Pouze trénoval (PO)                                                                     |
| Světle modrá      | Páteční testovací jezdec (TD)                                                           |
| Bez barvy         | Netrénoval (DNP)                                                                        |
| Bez barvy         | Vyřazen (EX)                                                                            |
| Bez barvy         | Nepřijel (DNA)                                                                          |
| Bez barvy         | Odvolal účast (WD)                                                                      |
| Bez barvy         | Nezúčastnil se (prázdné)                                                                |
| Označení          | Význam                                                                                  |
| Tučnost           | Pole position                                                                           |
| Kurzíva           | Nejrychlejší kolo                                                                       |
| †                 | Jezdec nedojel do cíle, ale byl klasifikován, protože odjel více než 90 % délky závodu. |
| ‡                 | Byl udělován poloviční počet bodů, protože bylo odjeto méně než 75 % délky závodu.      |
| Horní index       | Umístění bodujících jezdců ve sprintu                                                   |

| Pozice | č. | Jezdec               | Vůz               | Kolo | Čas         | +/- | Pole | Body | Nej. kolo      | Váha/kg | 1. Pitstop   | 2. Pitstop   | 3. Pitstop   |
| ------ | -- | -------------------- | ----------------- | ---- | ----------- | --- | ---- | ---- | -------------- | ------- | ------------ | ------------ | ------------ |
| 1      | 14 | Mark Webber          | Red Bull RB5      | 60   | 1:36:43,310 | 0   | 1    | 10   | 1:34,003       | 661,0   | 14. / 14,009 | 19. / 25,645 | 43. / 23.689 |
| 2      | 15 | Sebastian Vettel     | Red Bull RB5      | 60   | á 0:09,252  | 2   | 3    | 8    | 1:34,089 (4.)  | 661,0   | 21. / 25.482 | 44. / 23.612 |              |
| 3      | 3  | Felipe Massa         | Ferrari F60B      | 60   | á 0:19.906  | 5   | 8    | 6    | 1:34,458 (8.)  | 673,5   | 25. / 24.866 | 45. / 22.884 |              |
| 4      | 16 | Nico Rosberg         | Williams FW31     | 60   | á 0:21.099  | 11  | 15   | 5    | 1:34,403 (7.)  | 689,6   | 29. / 24.458 | 47. / 23.777 |              |
| 5      | 22 | Jenson Button        | Brawn BGP 001     | 60   | á 0:23.609  | 2   | 3    | 4    | 1:34,252 (6.)  | 644,0   | 13. / 23.210 | 31. / 23.689 | 51. / 22.753 |
| 6      | 23 | Rubens Barrichello   | Brawn BGP 001     | 60   | á 0:24.468  | 4   | 2    | 3    | 1:34,676 (11.) | 647,0   | 14. / 23.614 | 32. / 28.445 | 50. / 22.570 |
| 7      | 7  | Fernando Alonso      | Renault R29       | 60   | á 0:24.888  | 5   | 12   | 2    | 1:33,365       | 668,2   | 17. / 26.082 | 46. / 22.511 |              |
| 8      | 2  | Heikki Kovalainen    | McLaren MP4-24    | 60   | á 0:58.692  | 2   | 6    | 1    | 1:35,524 (17.) | 664,0   | 15. / 25.127 | 40. / 23.853 |              |
| 9      | 10 | Timo Glock           | Toyota TF109      | 60   | á 1:01.457  | 11  | 20   | x    | 1:35,369 (16.) | 662,3   | 37. / 24.809 |              |              |
| 10     | 6  | Nick Heidfeld        | BMW Sauber F1.09  | 60   | á 1:01.925  | 1   | 11   | x    | 1:34,559 (10.) | 681,0   | 26. / 25.667 | 47. / 24.251 |              |
| 11     | 21 | Giancarlo Fisichella | Force India VJM02 | 60   | á 1:02.327  | 7   | 18   | x    | 1:35,301 (13.) | 662,5   | 18. / 24.224 | 35. / 24.213 |              |
| 12     | 17 | Kazuki Nakadžima     | Williams FW31     | 60   | á 1:02.876  | 1   | 13   | x    | 1:34,238 (5.)  | 683,6   | 31. / 23.873 | 50. / 22.798 |              |
| 13     | 8  | Nelson Piquet jr.    | Renault R29       | 60   | á 1:08.328  | 3   | 10   | x    | 1:34,876 (12.) | 676,0   | 26. / 25.428 | 47. / 22.540 |              |
| 14     | 5  | Robert Kubica        | BMW Sauber F1.09  | 60   | á 1:09.555  | 2   | 16   | x    | 1:34,537 (9.)  | 673,5   | 23. / 24.544 | 44. / 23.421 |              |
| 15     | 20 | Adrian Sutil         | Force India VJM02 | 60   | á 1:11.941  | 8   | 7    | x    | 1:35,366 (14.) | 678,5   | 27. / 23.866 | 28. / 27.843 | 46. / 23.789 |
| 16     | 12 | Sebastien Buemi      | Toro Rosso STR4   | 60   | á 1:30.225  | 1   | 17   | x    | 1:36,279 (19.) | 674,5   | 21. / 24.822 | 38. / 24.614 |              |
| 17     | 9  | Jarno Trulli         | Toyota TF109      | 60   | á 1:30.970  | 3   | 14   | x    | 1:33,654       | 683,7   | 2. / 26.516  | 21. / 22.400 | 49. / 22.140 |
| 18     | 1  | Lewis Hamilton       | McLaren MP4-24    | 59   | á 1 kolo    | 13  | 5    | x    | 1:35,367 (15.) | 654,5   | 1. / 29.659  | 37. / 24.751 |              |
| Pozice | č. | Odstoupili           | Vůz               | Kolo | Důvod       | +/- | Pole | Body | Nej. kolo      | Váha/kg | 1. Pitstop   | 2. Pitstop   | 3. Pitstop   |
| Ret    | 4  | Kimi Räikkönen       | Ferrari F60B      | 34   | Chlazení    | 15  | 9    | x    | 1:36,080 (18.) | 674,0   | 24. / 24.903 |              |              |
| Ret    | 11 | Sébastien Bourdais   | Toro Rosso STR4   | 18   | Hydraulika  | 19  | 19   | x    | 1:37,498 (20.) | 689,5   |              |              |              |

### Penalizace
| č.                        | Jezdec                    | Vůz                       | Penalizace                | Důvod                                            |                           |
| Penalizace po kvalifikaci | Penalizace po kvalifikaci | Penalizace po kvalifikaci | Penalizace po kvalifikaci | Penalizace po kvalifikaci                        | Penalizace po kvalifikaci |
| ------------------------- | ------------------------- | ------------------------- | ------------------------- | ------------------------------------------------ | ------------------------- |
| 10                        | Timo Glock                | Toyota TF109              | Tři místa na startu       | Blokování Alonsa                                 |                           |
| 10                        | Timo Glock                | Toyota TF109              | Start z boxů              | Změny na voze v parc fermé                       |                           |
| Penalizace v závodě       |                           |                           |                           |                                                  |                           |
| 14                        | Mark Webber               | Red Bull RB5              | Průjezd boxy              | Kolize s Barrichellem při startu                 |                           |
| Penalizace po závodě      |                           |                           |                           |                                                  |                           |
| 15                        | Sebastian Vettel          | Red Bull RB5              | 10000 €                   | Omezení jiného vozu při výjezdu z boxového stání |                           |

### Stupně vítězů
| Jezdci (rekord Michael Schumacher 154) - 28. podium pro « Felipeho Massu - 7. podium pro « Marka Webbera - 6. podium pro « Sebastiana Vettela | Vozy - 624. podium pro « Ferrari (nový rekord) - 13. podium pro « Red Bull | Státy (rekord Velká Británie 525) - 278. podium pro « Brazílii - 241. podium pro « Německo - 63. podium pro « Austrálii |

### Bodové umístění
V závorce body získane v této GP:
| Jezdci (rekord Michael Schumacher 1369 bodů) - 574 (3) bodů pro « Rubense Barrichella - 564 (2) bodů pro « Fernanda Alonsa - 320 (6) bodů pro « Felipeho Massu - 300 (4) bodů pro « Jensona Buttona - 145,5 (10) bodů pro « Marka Webbera - 88 (8) bodů pro « Sebastiana Vettela - 88 (1) bodů pro « Heikki Kovalainen - 61,5 (5) bodů pro « Nico Rosberga | Vozy - 4055,5 (6) bodů pro « Ferrari (nový rekord) - 3324,5 (1) bodů pro « McLaren - 2586 (5) bodů pro « Williams - 1069 (2) bodů pro « Renault - 195,5 (18) bodů pro « Red Bull - 112 (7) bodů pro « Brawn GP | Státy - 4619,28 (4) bodů pro « Velkou Británii (nový rekord) - 2480,5 (13) bodů pro « Německo - 2428 (9) bodů pro « Brazílii - 1251,5 (1) bodů pro « Finsko - 619,5 (10) bodů pro « Austrálii - 609 (2) bodů pro « Španělsko |

### Nejrychlejší kolo
- Fernando Alonso 1:33.365 Renault
- 12. nejrychlejší kolo pro  « Fernanda Alonsa
- 28. nejrychlejší kolo pro  « Renault
- 13. nejrychlejší kolo pro « Španělsko
- 30. nejrychlejší kolo pro vůz se startovním číslem « 7

### Vedení v závodě
- Felipe Massa« byl ve vedeni 825 kol
- Rubens Barrichello « byl ve vedeni 783 kol
- Sebastian Vettel « byl ve vedeni 166 kol
- Mark Webber « byl ve vedeni 49 kol
- Ferrari « byl ve vedení 13039 kol
- Brawn GP « byl ve vedení 334 kol
- Red Bull « byl ve vedení 162 kol
- Brazílie « bylo ve vedení 6698 kolo
- Německo « bylo ve vedení 6096 kolo
- Austrálie « byla ve vedeni 1463 kol

| Kola       | km        | Jezdec             | %     |
| ---------- | --------- | ------------------ | ----- |
| 1-14 kolo  | 72.072 km | Rubens Barrichello | 23,3% |
| 15-19 kolo | 25,74 km  | Mark Webber        | 8,3%  |
| 20-24 kolo | 20.592 km | Felipe Massa       | 6,6%  |
| 25-31 kolo | 36.036 km | Rubens Barrichello | 11,6% |
| 32-43 kolo | 61,776 km | Mark Webber        | 20%   |
| 44 kolo    | 5,148 km  | Sebastian Vettel   | 1,6%  |
| 45-60 kolo | 82,368 km | Mark Webber        | 28,6% |

| Barr | We | M | B | We |  | We |
| ---- | -- | - | - | -- |  | -- |